# Pseudotsuga macrocarpa
Pseudotsuga macrocarpa es una especie perenne de conífera nativa del sur de California, desarrollándose desde las Montañas San Rafael en el condado de Santa Bárbara y sudoeste de las Montañas Tehachapi al sudoeste del condado de Kern en California. Es notable por tener las piñas más grandes. 
Es un árbol que alcanza los 15-30 m de altura y su tronco 0.5-1.5 m de diámetro. Tiene una corona cónica de 12-30 m de ancho y un fuerte sistema de raíces. Las hojas en forma de aguja son de 2.5-5 cm de longitud. Las piñas tienen 10-18 cm de longitud y contiene unas semillas grandes y pesadas de 10 mm de longitud y 8 mm de ancho, con un ala corta redonda de 12 mm de longitud; también pueden ser dispersadas por los pájaros y mamíferos así como por el viento. Los árboles producen semillas a los veinte años de edad.
El árbol más grande conocido es de 53 m de altura y 231 cm de diámetro y se estima que tiene unos 600 o 700 años.

## Sinonimia
- Abies douglasii var. macrocarpa Torr.
- Abies macrocarpa Vasey
- Pseudotsuga californica Flous
- Pseudotsuga douglasii var. macrocarpa (Vasey) Engelm.[2]